# ウリジン二リン酸ガラクトース
ウリジン二リン酸ガラクトース（ウリジンにリンさんガラクトース、Uridine diphosphate galactose）は、ヌクレオチド糖の一種である。UDP-ガラクトースとも言う。多糖の生合成の中間体である。また、ヌクレオチド糖代謝の際にも活性型の中間体として重要な役割を果たす。

## 酵素反応
- ガラクトース-1-リン酸ウリジリルトランスフェラーゼにより、UDP-グルコースとガラクトース-1-リン酸からUDP-ガラクトースとグルコース-1-リン酸が作られる。
- UDP-ガラクトース-4-エピメラーゼにより、UDP-グルコースからUDP-ガラクトースに異性化される。
- ラクトースシンターゼにより、UDP-ガラクトースとグルコースからラクトースが合成される。

上2つの反応はルロワール経路の一部である。